# Multicalyx
Multicalyx är ett släkte av plattmaskar. Multicalyx ingår i familjen Multicalycidae.
Multicalyx är enda släktet i familjen Multicalycidae.
Kladogram enligt Catalogue of Life:
| Multicalyx | \| \| Multicalyx cristata \| \| \| \| \| \| Multicalyx elegans \| \| \| \| |
|            | \| \| Multicalyx cristata \| \| \| \| \| \| Multicalyx elegans \| \| \| \| |
|            | Multicalyx cristata                                                        |
|            |                                                                            |
|            | Multicalyx elegans                                                         |
|            |                                                                            |